# St. Petersburg Ladies' Trophy
St. Petersburg Ladies' Trophy (раніше відомий як Ladies Neva Cup) — жіночий тенісний турнір, що проводиться в Санкт-Петербурзі, Росія, з 2003 року на закритих кортах із хардовим покриттям. Станом на 2020 рік турнір має статус турніру WTA прем'єрного рівня.

## Фінали

### Одиночний розряд
| 2022                                     | Анетт Контавейт      | Марія Саккарі       | 5–7, 7–6(7–4), 7–5 |
| 2021                                     | Дарія Касаткіна      | Маргарита Гаспарян  | 6–3, 2–1 ret.      |
| 2020                                     | Кікі Бертенс (2)     | Олена Рибакіна      | 6–1, 6–3           |
| 2019                                     | Кікі Бертенс         | Донна Векич         | 7-6 (7-2), 6–4     |
| 2018                                     | Петра Квітова        | Крістіна Младенович | 6-1, 6–2           |
| 2017                                     | Крістіна Младенович  | Юлія Путінцева      | 6–2, 63–77, 6-4    |
| 2016                                     | Роберта Вінчі        | Белінда Бенчич      | 6–4, 6–3           |
| ↑ WTA Premier tournament ↑               |                      |                     |                    |
| 2015                                     | Олена Остапенко      | Патріча Марія Ціг   | 3–6, 7–5, 6–2      |
| ↑ Турнір ITF з призовим фондом $50,000 ↑ |                      |                     |                    |
| 2009–2014                                | Не проводився        | Не проводився       | Не проводився      |
| 2008                                     | Магдалена Рибарикова | Ганна Лапущенкова   | 6–4, 6–2           |
| 2007                                     | Не проводився        | Не проводився       | Не проводився      |
| 2006                                     | Альберта Бріанті     | Алла Кудрявцева     | 6–1, 6–4           |
| 2005                                     | Катерина Бичкова     | Емма Лайне          | 6–1, 6–2           |
| ↑ Турнір ITF з призовим фондом $25,000 ↑ |                      |                     |                    |
| 2004                                     | Анастасія Якімова    | Емма Лайне          | 3–6, 6–2, 6–1      |
| ↑ Турнір ITF з призовим фондом $50,000 ↑ |                      |                     |                    |
| 2003                                     | Євгенія Лінецька     | Тетяна Уварова      | 5–7, 6–4, 6–4      |
| ↑ Турнір ITF з призовим фондом $25,000 ↑ |                      |                     |                    |

### Парний розряд
| 2022                                     | Ганна Калінська Кеті Макнеллі              | Аліція Росольська Ерін Рутліфф      | 6–3, 6–7(5–7), [10–4] |
| 2021                                     | Надія Кіченок Ралука Олару                 | Кейтлін Крістіан Сабріна Сантамарія | 2–6, 6–3, [10–8]      |
| 2020                                     | Сюко Аояма Ена Сібахара                    | Кейтлін Крістіан Алекса Гуарачі     | 4–6, 6–0, [10–3]      |
| 2019                                     | Маргарита Гаспарян Катерина Макарова (2)   | Ганна Калінська Вікторія Кужмова    | 7–5, 7–5              |
| 2018                                     | Тімеа Бачинскі Віра Звонарьова             | Алла Кудрявцева Катарина Среботнік  | 2–6, 6–1, [10–3]      |
| 2017                                     | Олена Остапенко Аліція Росольська          | Дарія Юрак Ксенія Кнолль            | 3–6, 6–2, [10–5]      |
| 2016                                     | Мартіна Хінгіс Саня Мірза                  | Віра Душевіна Барбора Крейчикова    | 6–3, 6–1              |
| ↑ WTA Premier tournament ↑               |                                            |                                     |                       |
| 2015                                     | Вікторія Голубич Олександра Саснович       | Стефані Форец Ана Врльїч            | 6–4, 7–5              |
| ↑ Турнір ITF з призовим фондом $50,000 ↑ |                                            |                                     |                       |
| 2009–2014                                | Не проводився                              | Не проводився                       | Не проводився         |
| 2008                                     | Нікола Франкова Анастасія Павлюченкова (2) | Ніна Братчикова Василіса Давидова   | 6–2, 6–2              |
| 2007                                     | Не проводився                              | Не проводився                       | Не проводився         |
| 2006                                     | Анастасія Павлюченкова Юлія Солоніцька     | Юлія Бейгельзимер Алла Кудрявцева   | 6–1, 6–4              |
| 2005                                     | Ніна Братчикова Катерина Макарова          | Катерина Космінська Алла Кудрявцева | 7–6(7–2), 6–2         |
| ↑ Турнір ITF з призовим фондом $25,000 ↑ |                                            |                                     |                       |
| 2004                                     | Марія Головізніна Євгенія Куликовська      | Дарія Кустова Олена Татаркова       | 7–5, 6–1              |
| ↑ Турнір ITF з призовим фондом $50,000 ↑ |                                            |                                     |                       |
| 2003                                     | Гульнара Фаттахетдінова Галина Фокіна      | Ірина Буликіна Олена Яришко         | 6–0, 6–3              |
| ↑ Турнір ITF з призовим фондом $25,000 ↑ |                                            |                                     |                       |